# Cleve Benedict

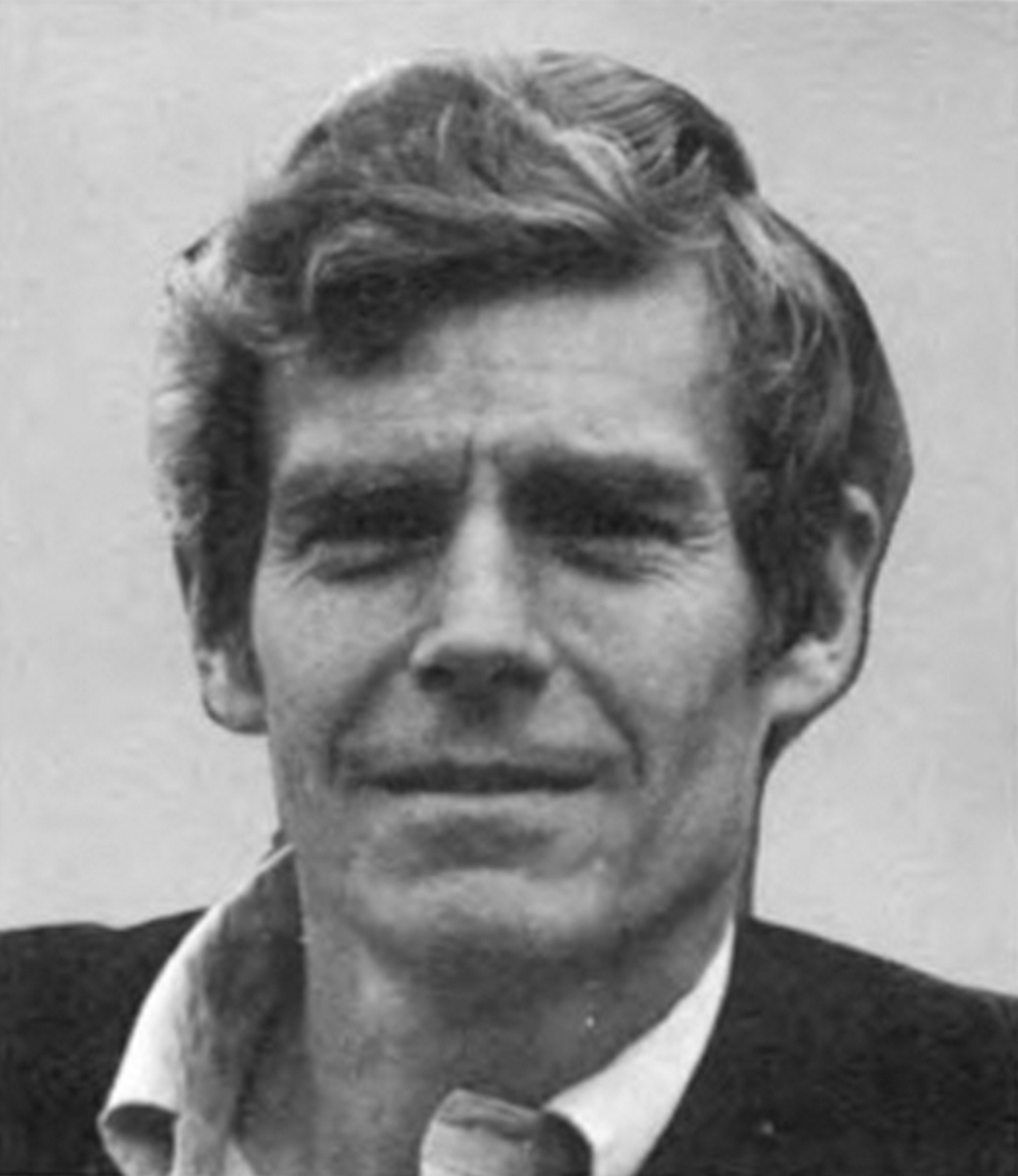
Cleve Benedict (1981)

Cleveland Keith „Cleve“ Benedict (* 21. März 1935 in Harrisburg, Pennsylvania) ist ein ehemaliger US-amerikanischer Politiker. Zwischen 1981 und 1983 vertrat er den zweiten Wahlbezirk des Bundesstaates West Virginia im US-Repräsentantenhaus.

## Werdegang
Cleve Benedict besuchte die öffentlichen Schulen seiner Heimat und danach bis 1953 die Hill School in Pottstown. Bis 1959 studierte er dann an der Princeton University; danach war er bis 1962 an der Graham School for Cattlemen in Graham (Kansas). In den folgenden Jahren arbeitete er als Milchfarmer.
Benedict wurde Mitglied der Republikanischen Partei. Zwischen 1974 und 1975 gehörte er dem Begnadigungsausschuss von West Virginia an; von 1975 bis 1977 war er Staatsbeauftragter für Finanzen und Verwaltung (Commissioner, Finance and Administration). Von 1977 bis 1980 war Benedict Parteivorsitzender der Republikaner in West Virginia. Von 1964 bis 1976 nahm er an allen regionalen Parteitagen teil. Im Jahr 1984 war er Delegierter zur Republican National Convention in Dallas, auf der US-Präsident Ronald Reagan für eine zweite Amtszeit nominiert wurde.
1980 wurde Benedict im zweiten Distrikt von West Virginia in das US-Repräsentantenhaus in Washington, D.C. gewählt. Dort trat er am 3. Januar 1981 die Nachfolge des Demokraten Harley Orrin Staggers an. Er wurde Mitglied im Ausschuss für Energie und Handel. Da er im Jahr 1982 auf eine weitere Kandidatur verzichtete, konnte er bis zum 3. Januar 1983 nur eine Legislaturperiode im Kongress absolvieren.
Im selben Jahr kandidierte Benedict erfolglos für den Senat der Vereinigten Staaten. 1984 scheiterte er bei dem Versuch, in das US-Repräsentantenhaus zurückzukehren. Im Jahr 1983 arbeitete er für das Bundesenergieministerium. Zwischen 1985 und 1986 war er Vorsitzender der R.S.M. Inc., einer in Washington ansässigen Firma. Von 1989 bis 1993 war er Landwirtschaftsbeauftragter von West Virginia. Im Jahr 1992 bewarb sich Benedict erfolglos um das Amt des Gouverneurs von West Virginia; in den Jahren 1996 und 2000 war er erneut Delegierter zu den Republican National Conventions. Heute arbeitet er wieder als Milchfarmer.